# Клан Роуз

Емблема (хрест) клану Роуз.

Герб вождів клану Роуз.

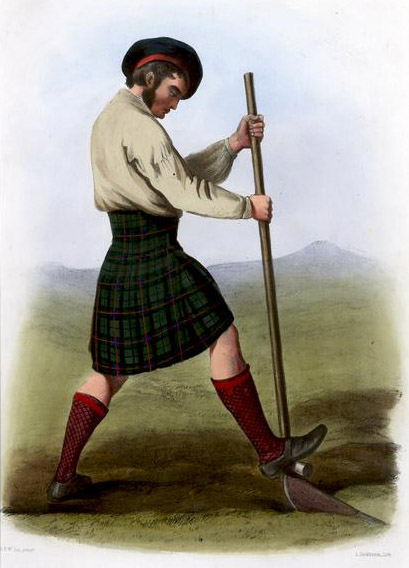
Чоловік клану Роуз у традиційному вбранні. Малюнок художника Р. Р. МакЯна 1845 року.

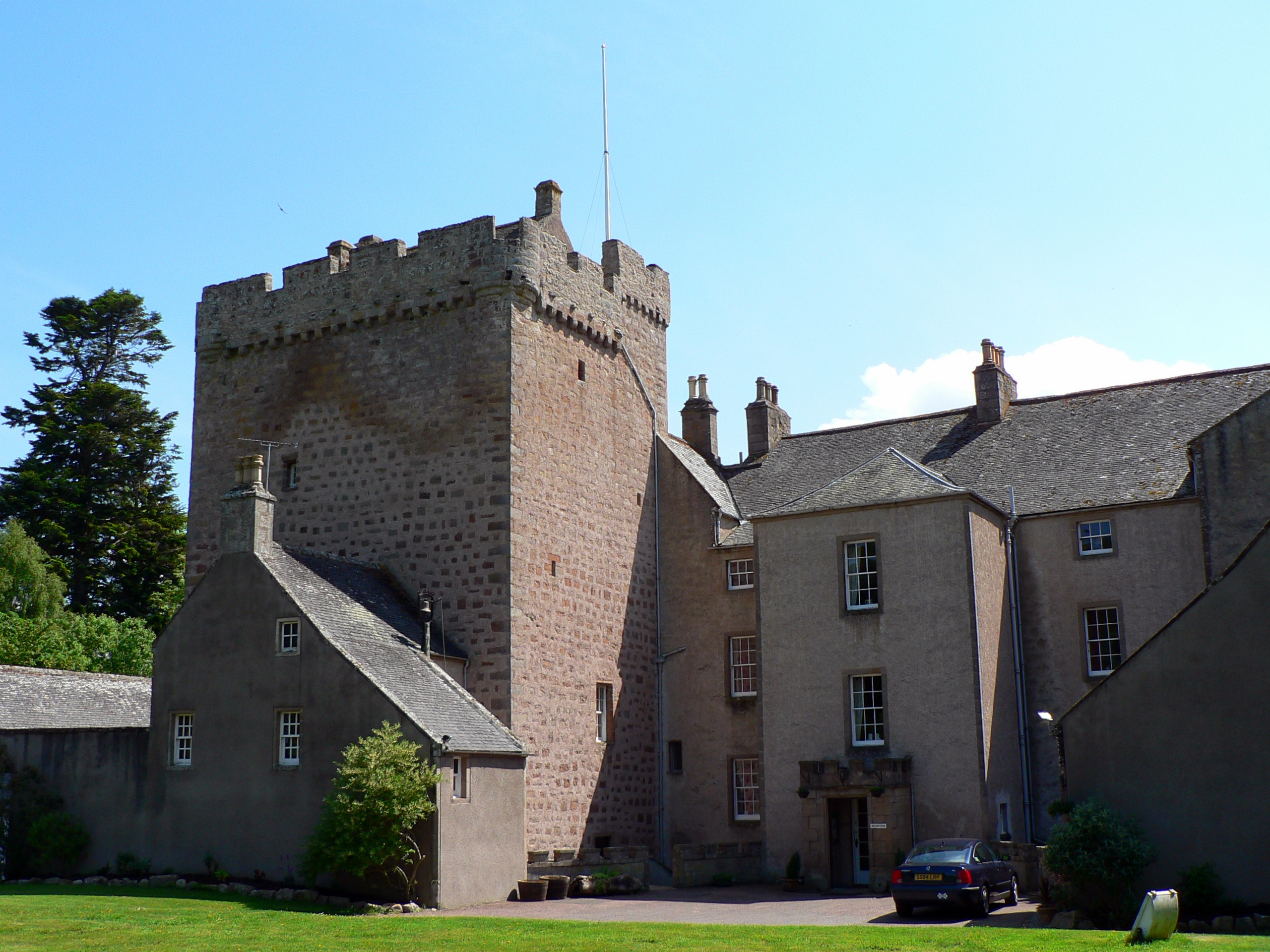
Замок Кілравок – резиденція вождів клану Роуз.

Клан Роуз – (шотл. - Clan Rose) – один з гірських шотландських кланів.

## Історія клану Роуз

### Походження
Вождями клану Роуз були історично люди з сімейства Норман. Вони не мали ніякого відношення до давнього кельтського клану Росс. Було ще сімейство Рос, яке жило поблизу селища Кан в Нормандії і мало маєток Одо. До цього сімейства належав брат або родич Вільгельма Завойовника. Родина де Рос, мабуть, пов'язана з двома іншими норманськими сім'ями – Біссетс та Боскос. Всі ці три сім'ї зникають із записів Уїлтшира і Дорсета, де вони згадуються як поселенці в Шотландії після норманського завоювання, і вони знову з'являються на історичній арені в середині XIII століття навколо області Морі-Ферт. Родині Елізабет де Біссет належали землі Кілравок і вона вийшла заміж за Ендрю де Боско. Їх дочкою була Мері, яка приблизно в 1290 році одружилася з Уго де Рос, чиї землі були в області Геддес. Гюго - отець Х'ю брав участь у складенні статуту монастиря в Беулі Пріорі, що був укладений сером Джоном Біссетом з Ловат. Х'ю та Марія (Мері) мали свій дім у Кілравок, що залишається у володіннях клану Роуз і донині.

### XIV століття – війна за незалежність Шотландії
Під час війни за незалежність Шотландії барони з Кілварок підтримували боротьбу за незалежність Шотландії. У 1306 клан Роуз захопив замок Інвернайрн (шотл. – Invernairn) для Роберта Брюса – майбутнього короля вільної Шотландії.

### XV століття – війни кланів
Х'ю Роуз – IV вождь клану з замку Кілравок (шотл. – Kilravock) одружився з дочкою констебля замку Уркухарт (Аркарт) (шотл. - Urquhart Castle) - Джанет Чісхолм. Це дало вождю клану Роуз великі землі і підняло його статус у шотландському суспільстві.  Символ «голова кабана», який використовується кланом Чісхолм був доданий до щита вождів клану Роуз. В часи коли Х’ю Роуз був вождем клану, п'ята частина земель Кілравок була втрачена або була під загрозою втрати, багато архівів клану були спалені, коли був спалений собор Елгін Олександром Стюартом - графом Бьюкен (Вовком Баденоку). Наступним бароном Кілравок став Джон Роуз. Він отримав грамоти від короля Джеймса I Шотландії, графів Росс і Чісхолм на володіння землями.
Приблизно в 1460 році сьомий барон Кілравок збудував замок Кілравок. Графи Росс конфіскували цей замок в 1474 році, але Х'ю Роуз отримав грамоту на володіння цими землями і замком, що датована березнем 1475 року з Великою Печаткою Шотландії . Клан Макінтош пізніше захопив цей замок в 1482 році, проте незабаром вони повернули його.
Х'ю Роуз Кілравок планував одружитися з Муріал Колдер – дочкою вождя клану Колдер, що сидів у замку Кавдор. Але шлюб не склався – дочка разом з приданим пішла в клан Кемпбелл і замок Кавдор став належати клану Кемпбелл відтоді.

### XVI століття – англо-шотландські війни
Х'ю Роуз Кілравок - Х лейрд був відомий як Чорний Барон. Проте він був насправді надзвичайно досвідченою людиною. Марія – королева шотландців зупинялася в замку Кілравок, а потім писала йому, як  її вірному другу. Син королеви, Джеймс VI Шотландський відвідав замок Кілравок і сказав, що він ставився до барона, як батька.

### XVII століття – громадянська війна
Клан Роуз підтримав шотландську Реформацію, проте пізніше виступив проти релігійної політики Карла I – короля Англії. Клан підписав так званий Національний пакт. XIII барон Кілравок призвели клан Роуз на війну проти Джеймса Грема - І маркіза Монтроз в битві при Аулдерн у 1645 році. Пізніше, однак, після того, як король був захоплений армією парламенту, клан Роуз привів полк драгунів під командою герцога Гамільтона, який планував врятувати короля.

### XVIII століття – повстання якобітів
У 1715 році спалахнуло повстання якобітів за незалежність Шотландії. Клан Роуз під час повстання підтримав британський уряд. Під час боїв Артур Роуз був убитий, коли він був на чолі загону, що намагався захопити замок Інвернесс в бою з якобітами з клану МакКензі.
Наступне повстання якобітів спалахнуло у 1745 році. Цього разу клан Роуз підтримав якобітів – лідер якобітів Карл  Едуард Стюарт відвідав замок Кілравок. У той же час принц Вільям - герцог Камберленд займяв таунхаус клану Роуз в Нерні. Під час повстання якобітів у 1745 році, дочка вождя клану - Енн Роуз вийшла заміж за сера Гаррі Манро - VII баронетf, який був вождем клану Манро.

## Замок
У 1460 році клан Роуз побудував замок Кілравок на березі річки Нерн, де проживають вожді клану Роуз і до сьогодні.

## Вождь клану
У червні 2013 року лорд Лайон визнав Девіда Роуза вождем Клану Роуз і XXVI бароном Кілравок. Девіду передувала його тітка по материнській лінії - Ганна Елізабет Гуйллемард Роуз – XXV баронеса Кілравок, яка померла у Наїм 9 грудня 2012, у віці 88 років.